# 安永蕗子
安永 蕗子（やすなが ふきこ、1920年（大正9年）2月19日 - 2012年（平成24年）3月17日）は、歌人、書家。
1998年から2007年まで、宮中歌会始選者を務めた。書家としての号は春炎。毎日書道展名誉会員。熊本県熊本市御徒町（現・中央区安政町）出身。熊本県熊本市名誉市民。ノンフィクション作家の永畑道子は妹。

## 経歴
以下の経歴はおもに安永蕗子著『安永蕗子全歌集　資料編』（河出書房新社、2000年）、『みずあかりの記』（新評論、1979年）、『風のメモリイ』（熊本日日新聞社、1995年）、『自解百選 安永蕗子集』（牧羊社、1987年）、安永蕗子聞書，野口郁子 著『月花の旅』（西日本新聞社、1997年）、松平盟子著「天窓からすべてを望めよ：安永蕗子の短歌と人生（連載）」（短歌研究、短歌研究社、2014年-2015年）に基づく。
- 1920年（大正9年，0歳）- 熊本市御徒（あゆみ）町（現・中央区安政町）に生まれる。父・信一郎、母・春子の長女。生まれた日に、庭に小さな蕗の薹が芽吹いていたところから、蕗子と名付けられた。木彫り職人でもあった歌人の父信一郎に、蕗子は3歳の頃から歌会に連れて行かれた。
- 1925年（大正14年，5歳）- 熊本市手取幼稚園に入園。父は白川の西岸の仕事場で働く。
- 1927年（昭和2年，7歳）- 4月10日、体が弱かったために1年遅れて熊本市立手取尋常小学校に入学。御徒町から白川の東岸、大江町九品寺（現・中央区九品寺付近）の家に転居。近くには加藤清正が築造したと伝えられる水利施設の井手川が流れる。その川にかかる小さな蛍橋を渡ったところに井手の口公園があり、井手川沿いに桜が植えられている。2月3日、父が木彫りの仕事を辞めて、一角に切手、タバコの売り場もある「立春堂」という書籍と文具の店を熊本市中心部水道町の電車通り交差点角に開く。母春子とともにメソジスト三年坂教会に通う
＜水分けて井手となりゆく傍流をえらびて生るる螢ちひさし（閑吟の柳）＞
＜井手川の深きを越ゆるほたる橋あはれ数歩の踏絵が乾く（閑吟の柳）＞
- 1930年（昭和5年，10歳）- 妹道子生まれる。小学4年時に、手取尋常小学校と山崎尋常小学校が合併し、城東尋常高等小学校となって、熊本市立高等女学校跡地に移転。
- 1933年（昭和8年，13歳）- 熊本県立第一高等女学校入学（現熊本ホテルキャッスルの場所）。卓球部に所属。叔父安永朝明から書の手ほどきを受ける。
- 1937年（昭和12年，17歳）- 熊本県立第一高等女学校を4年で卒業。熊本県女子師範学校（現・熊本大学）国文科入学。映画館に繁く通う 。また、絵画教室に通う。支那事変（日中戦争）勃発。
- 1940年（昭和15年，20歳）- 熊本県女子師範学校本科二部（2年制）・専攻科（1年制）卒業。専攻科に在籍中、高等学校教諭の資格をとるための試験のために、『万葉集』『古今和歌集』『源氏物語』の日本の古典と『論語』『唐詩選』など漢籍の古典18冊を読む。熊本市慶徳尋常高等小学校に3年間奉職。
- 1941年（昭和16年，21歳）- 太平洋戦争（大東亜戦争）開戦。
- 1943年（昭和18年，23歳）- 9月より熊本県立第二高等女学校国漢科授業嘱託として勤務。
- 1945年（昭和20年，25歳）- 熊本大空襲により水道町の店も住居も灰燼に帰し、九品寺の借家に移る。太平洋戦争（大東亜戦争）終結。後に、父が立春堂を水道町に再開し、父母は水道町、姉妹は九品寺の暮らしが始まる。
- 1947年（昭和22年，27歳）- 父により同人誌「椎の木」が創刊され、創刊号に蕗子の歌5首が在原信子のペンネームで載る。
＜夕畑に草やく煙なびけつゝうするゝあたり白き豆の花＞
- 1948年（昭和23年，28歳）- 新制熊本市立白川中学校に転ずるが、結核を患い休職。7年間の療養生活に入ったとされるが、松平盟子による「天窓からすべてを望めよ：安永蕗子の短歌と人生（5）」（短歌研究71巻5号118-123頁、2014年）および安永蕗子著「生徒の上に美しい馬を幻想」（毎日新聞社編「若い日の私」180-182頁、1986年）によれば、昭和24年3月ごろまで教員生活を送っていた。妹道子は熊本県立第一高等女学校を卒業し、熊本の第五高等学校 (旧制)に入学。
＜病みて七年癒えてさらなる命さへ蕩たるかなや卯月のさくら（朱泥）＞
- 1951年（昭和26年，31歳）- ストレプトマイシン注射により命をとりとめる。国立熊本病院で2年半の入院生活を送る。母に勧められ、歌作を病臥中に始める。
＜天命と非命のあはひ何ほどと思ふまぎれに飛ぶつばくらめ（冬麗）＞
- 1953年（昭和28年，33歳）- 胸郭成形手術を受けた後、5月に退院し自宅療養に移る。妹道子は熊本第五高等学校（旧制、在学中に新制熊本大学に編入される）を卒業し、熊本日日新聞社に入社。6月26日、白川大水害発生。 
＜対岸に組まるる石の限りなく声なきものに茜は激し（魚愁）＞
- 1954年（昭和29年，34歳）- この頃、水道町の店の売場に座り、働き始める。中城ふみ子の歌に刺激を受け、作歌を始める。店の小部屋を我が部屋とし、父が天窓を作る。
＜しづまらぬ心抑へて坐るとき売場小さき枷具（せめぐ）のかたち（魚愁）＞
＜夏の陽をおきつつ皎（しろ）き天窓のま下囚徒のごとく寝にくる（魚愁）＞
- 1955年（昭和30年，35歳）- 1月、妹道子が東京の出版社・福音館書店に転職したために、父信一郎創刊の歌誌「椎の木」の編集に携わる。「母の友」（福音館書店）に童話18編を発表（昭和30年6月号から昭和36年5月号までの間）。9月妹道子結婚。
- 1956年（昭和31年，36歳）-「冬の虹」二十首を「椎の木」1月号に発表。「売場と雪片」15首と「冬のうしほ」30首がそれぞれ雑誌「短歌」（角川書店）の4月号および6月号に掲載される。7月号では「戦後新鋭百人集」に選ばれて「星に向く」62首が掲載される。さらに「棕櫚の花」50首で第2回角川短歌賞を受賞し、「短歌」9月号に掲載される。熊本日日新聞の「スタンド」というコーナーに随筆の連載を隔週執筆（昭和31年9月—昭和35年3月）。
- 1957年（昭和32年，37歳）- 日本書道美術院に所属。書家の町春草に入門、飯島春敬直門となる。
- 1958年（昭和33年，38歳）- 「短歌」（角川書店）に綴込歌集として「蒼き日々」250首掲載。「短歌」（角川書店）11月号の特集「新唱十人」に選ばれ、「石椅子」100首発表。  石牟礼道子に誘われ、水俣に行く。
＜紫の葡萄を搬ぶ舟にして夜を風説のごとく発ちゆく（魚愁）＞
＜風おちて鈍き海波ゆられつつ終末海を鳥がついばむ（魚愁）＞
- 1959年（昭和34年，39歳）- 立春堂をたたみ、書塾「若草書芸社」を九品寺の自宅に開く。飯島春敬から春炎の号を頂く。
＜身を責めてひとつの生活（たつき）守る掌ぞ人の文字朱く消して汚るる（魚愁）＞
- 1960年（昭和35年，40歳）- 塚本邦雄、岡井隆、寺山修司らと同人誌「極」創刊に参加。
- 1961年（昭和36年，41歳）- 書作品の個展を熊日画廊と画廊喫茶「山脈」で開く。熊本大学の短歌グループ「エコー」と熊本県河内村塩屋（現・熊本市西区河内町）の海岸に出かける。
＜海中に入りゆく石の階ありて夏の旅ついの行方しらずも（草炎）＞
- 1962年（昭和37年，42歳）- 第一歌集『魚愁』刊行。同歌集で第4回熊日文学賞受賞。
- 1963年（昭和38年，43歳）- 現代歌人協会会員となる。沖縄摩文仁の丘に熊本県戦没者慰霊碑（熊本県遺族連合会）が建立され、「火乃国之塔」の題字の下に安永蕗子の弔歌が刻まれる。 
＜花きよき列島まもり逝きたりと嘆けば炎ゆる緋の仏桑華（自解100歌選　安永蕗子集）＞
- 1964年（昭和39年，44歳）- 現代仮名書道展（上野・東京都美術館）特別賞受賞。
<擦る墨の昏きを恃む一世にて余のおほよそは眩しく過ぎむ（蝶紋）＞
- 1966年（昭和41年，46歳）- 3月9日に母春子、脳出血により68歳で急逝。
<夕まぎれつつ母の訃が四方に散る残る辛夷の花の門より（草炎）＞
- 1969年（昭和45年，49歳）- 第二歌集『草炎』刊行。
- 1973年（昭和48年，53歳）- 日本書道美術院日書展役員準大賞受賞。毎日書道展委嘱。『現代短歌体系』（三一書房）巻10「女流作品集」に作品収録。
- 1974年（昭和49年，54歳）- 郷土史研究史談会機関誌「石人」の歌壇選者。熊本県水俣市城山に同地出身の戦没者慰霊の歌碑建立さる 。熊本日日新聞に推理小説の書評の連載を始める（〜昭和57年）。
＜星のごと梅の小花のさく丘に君がねむりのやすらけくあれ＞
- 1977年（昭和52年，57歳）- 第三歌集『蝶紋』刊行。熊日文学賞選考委員（~平成20年）。
- 1978年（昭和53年，58歳）- 読売歌壇選者（〜平成24年）。第三歌集『蝶紋』で第13回熊本県文化懇話会賞受賞。現代短歌・南の会の雑誌「梁」に参画、活動開始。熊本県教育委員会委員（〜平成2年）。
- 1979年（昭和54年，59歳）- 第四歌集『朱泥』刊行。
- 1980年（昭和55年，60歳）- 第四歌集『朱泥』で第4回現代短歌女流賞受賞。11月8，9日に熊本市で『'80現代短歌シンポジウム・熊本』を開催。
- 1981年（昭和56年，61歳）- 4月から9月まで朝日歌壇「時評」を執筆。『現代短歌全集』（筑摩書房）の第14巻に『魚愁』収録される。
- 1982年（昭和57年，62歳）- 第五歌集『藍月』刊行。日本書道美術院展で役員三賞の最高賞梅華賞受賞。雑誌「ミセス」（文化出版局）の「歌苑」選者。
- 1983年（昭和58年，63歳）- 1月から3月まで毎日新聞文化欄「視点」執筆。
- 1984年（昭和59年，64歳）- 現代短歌女流賞選考委員。毎日書道展かな部門の審査会員。
- 1985年（昭和60年，65歳）- 第六歌集『讃歌』刊行。尚絅大学講師（〜平成2年）。熊本県教育委員会委員長に就任（〜平成2年）。11月、日中教育視察の「日中友好教育の翼」の団長として北京、西安、南京、上海を訪問。NHK歌壇「短歌春秋」の選者。日本文芸家協会会員。
＜十億の民しずかなる国に来て音せぬ靴を穿く冬の旅（くれなゐぞよし）＞
- 1986年（昭和61年，66歳）- 西日本新聞「二十一世紀委員会」委員。江津湖畔に歌碑が歌碑建設期成会によって建立される。
＜はなびらを幾重かさねて夜桜のあはれましろき花のくらやみ（草炎）＞
- 1987年（昭和62年，67歳）- 第七歌集『水の門』および第八歌集『くれなゐぞよし』刊行。「花無念」21首で第23回短歌研究賞受賞。地方教育行政功労者賞 （文部大臣表彰）受賞。
- 1988年（昭和63年，68歳）- 第九歌集『閑吟の柳』刊行。雑誌「ハイミセス」（文化出版局）の「歌苑」選者。詩歌文学館賞選考委員。10月、教育使節団で、上海、西安を経て敦煌訪問。
＜ひと粒の葡萄をはめばはしけやしこの惑星の胸乳したたる（冬麗）＞
- 1989年（平成元年，69歳）- 第八歌集『くれなゐぞよし』で第4回短歌ふぉーらむ賞受賞。第48回西日本文化賞受賞。詩歌文学館賞の選考委員（〜平成3年）。全国都道府県教育委員会副会長就任。昭和天皇崩御。
＜昭和また窮まるときを熄まず降る雨の滂沱が地表を叩く（冬麗）＞
- 1990年（平成2年，70歳）- 第十歌集『冬麗』刊行。江津湖のほとり熊本市神水本町（現・中央区神水本町）に転居。「ジャパン・クマモトフェスティバル」の一環として米国モンタナ州を訪問し、モンタナ州立大学で特別講義を行う。
＜朝靄の薄れゆくまま江津と呼ぶ冬麗母のごとくみづうみ（冬麗）＞
＜はるかなる生の淵源共にしてモンタナの栗鼠わが掌に遊ぶ（青湖）＞
- 1991年（平成3年，71歳）- 第十歌集『冬麗』で第25回迢空賞受賞。第41回熊日賞受賞。勲四等瑞宝章受章。迢空賞受賞の知らせから9日目に、父真一郎が99歳で死去。父に代わり『椎の木』を主宰。
- 1992年（平成4年，72歳）- 第十一歌集『青湖』刊行。第2回くまもと県民文化賞特別賞受賞。熊本県近代文化功労者顕彰。私塾「好学塾」を設立。
- 1993年（平成5年，73歳）- 第十一歌集『青湖』で第8回詩歌文学館賞受賞。7−10月に「安永蕗子展」（熊本近代文学館）。私塾「好学塾」を開塾。
- 1994年（平成6年，74歳）- 第十二歌集『紅天』刊行。1月に「優美と志の歌人　安永蕗子展」東京・銀座の銀座熊本館で開催される。
- 1996年（平成8年，76歳）- 第十三歌集『流花伝』刊行。妹道子が1995年9月に熊本近代文学館長に就任し、この年の春から同居。『現代百人一首』（岡井隆 編著、朝日新聞社 1996年）に採録される。
＜甃に身の影消ぬるゆふぐれを人はも昏き芯もて歩む（蝶紋）＞
- 1997年（平成9年，77歳）- 第十四歌集『緋の鳥』刊行。NHK歌壇（NHK教育テレビ）選者（〜平成11年）。NHK BS 「短歌王国」選者。
- 1998年（平成10年，78歳）- 宮中歌会始詠進歌選者（〜平成19年）。
- 2000年（平成12年，80歳）- 第十五歌集『海峡』刊行。熊本県歌人協会設立（会長 安永蕗子）[1]。熊本県文化協会長および熊本県文化懇話会代表世話人（〜平成16年）[2]。熊本市民会館名誉館長[3]。「現代短歌秋の饗宴シンポジウム in 熊本2」（10月14，15日）[4]。
- 2001年（平成13年，81歳）- 第十一歌集『青湖』を題材にした創作舞台『短歌ファンタジー「水の女」〜青湖風説〜』（演出・小西たくま）が熊本市民会館で上演される[5]。歌碑を不知火望む高原に再建（熊本県葦北郡芦北町湯浦[6]。
＜高原の石より湧きて海に吹く古代の風をここにきくべし＞
- 2003年（平成15年，83歳）- 第十六歌集『褐色界』刊行。
- 2004年（平成16年，84歳）- 女性栄誉賞（国際ソロプチミスト熊本－さくら）[7]。熊本県文化協会および熊本県文化懇話会両名誉会長。財団法人熊本市国際交流振興事業団理事となる。
- 2005年（平成17年，85歳）- 第25回荒木精之文化賞受賞（熊本県文化懇話会）。歌人の父信一郎は第四回受賞者[8]。母校の熊本県立第一高等女学校創立百周年を記念して、同窓会の清香会 により同校正門横に歌碑が建立される[9]。
＜純白の羽をひらきて大空に翔びたつまでを学べひたすら＞
- 2009年（平成21年，89歳）- 第十七歌集『天窓』刊行。熊本市名誉市民。
- 2011年（平成23年，91歳）- 歌会始の儀で召人として天皇・皇后の前で歌を披露した[10]。
＜山茶花の白を愛した母思（も）へば葉と葉のあひのつぼみ豊けし＞
- 2012年（平成24年，92歳）- 3月17日、膵臓癌により死去[11][10]。10歳違いの妹道子も、後を追うように6月に亡くなる。

## 歌集
- 第一歌集『魚愁』　　　　　　有紀書房　　1962年（昭和37年，42歳）
- 第二歌集『草炎』　　　　　　東京美術　　1969年（昭和45年，49歳）
- 第三歌集『蝶紋』　　　　　　東京美術　　1977年（昭和52年，57歳）
- 第四歌集『朱泥』　　　　　　東京美術　　1979年（昭和54年，59歳）
- 第五歌集『藍月』　　　　　　砂子屋書房　1982年（昭和57年，62歳）
- 第六歌集『讃歌』　　　　　　雁書館　　　1985年（昭和60年，65歳）
- 第七歌集『水の門』　　　　　短歌新聞社　1987年（昭和62年，67歳）
- 第八歌集『くれなゐぞよし』　砂子屋書房　1987年（昭和62年，67歳）
- 第九歌集『閑吟の柳』　　　　雁書館　　　1988年（昭和63年，68歳）
- 第十歌集『冬麗』　　　　　　砂子屋書房　1990年（平成2年，70歳）
- 第十一歌集『青湖』　　　　　不識書院　　1992年（平成4年，72歳）
- 第十二歌集『紅天』　　　　　砂子屋書房　1994年（平成6年，74歳）
- 第十三歌集『流花伝』　　　　短歌研究社　1996年（平成8年，76歳）
- 第十四歌集『緋の鳥』　　　　本阿弥書店　1997年（平成9年，77歳）
- 第十五歌集『海峡』　　　　　砂子屋書房　2000年（平成12年，80歳）
- 第十六歌集『褐色界』　　　　砂子屋書房　2003年（平成15年，83歳）
- 第十七歌集『天窓』　　　　　短歌研究社　2009年（平成21年，89歳）

## その他の著書
- 『現代新鋭歌集 「毒草園（90首）」』186-191頁、創元社　1960年（昭和35年，40歳）
- 『幻視流域』　　　　　　　　　　　　　　　　　　東京美術　1971年（昭和46年，51歳）
- 『安永蕗子歌集 (現代歌人文庫 9)』　　　　　　　　国文社　1978年（昭和53年，58歳）

　　　　　　　　　　　　　　　　　　　　　　　　　（第一歌集『魚愁』、『草炎』抄、『蝶紋』抄、を収録）
- 『槿花譜』　　　　　　　　　　　　　　　　　　　書肆季節社　1978年（昭和53年，58歳）
- 『みずあかりの記』　　　　　　　　　　　　　　　新評論　1979年（昭和54年，59歳）
- 『宿命の海峡』　　　　　　　　　　　　　　　　　雁書館　1981年（昭和56年，61歳）
- 『柳葉譜』　　　　　　　　　　　　　　　　　　　沖積舎　1982年（昭和57年，62歳）
- 『書の歳時記』　　　　　　　　　　　　　　　　　TBSブリタニカ　1982年（昭和57年，62歳）
- 『安永蕗子作品集』　　　　　　　　　　　　　　　雁書館　1984年（昭和59年，64歳）

　　　　　　　　　　　　　　　　　　　　　　　　　（第一歌集『魚愁』から第六歌集『讃歌』までを収録）
- 「江津湖畔建碑　全記録」　　　　　　　　　　　　歌碑期成会　1986年　（昭和61年，66歳）
- 『短歌入門・はじめのはじめ』　　　　　　　　　　東京美術　1986年（昭和61年，66歳）
- 『生徒の上に美しい馬を幻想』　　　　　　　　　　毎日新聞社編「若い日の私」180-182頁　1986年（昭和61年，66歳）
- 『安永蕗子集　自解100歌選』　　　　　　　　　　牧羊社　1987年（昭和62年，67歳）
- 『短歌添削十二章』　　　　　　　　　　　　　　　東京美術　1988年（昭和63年，68歳）
- 『風やまず』　　　　　　　　　　　　　　　　　　砂子屋書房　1989年（平成1年，69歳）
- 『安全地帯』　　　　　　　　　　　　　　　　　　ぎょうせい「ふるさと文学館　第五〇巻［熊本］」295-312頁、1993年（平成5年，73歳）
- 『風のメモリィ　シリーズ・私を語る』　　　　　　熊本日日新聞　1995年（平成7年，75歳）
- 『月花の旅』　安永蕗子聞書，野口郁子 著 　　　　 西日本新聞社　1997年（平成9年，77歳）

　　　　　　　　　　　　　　　　　　　　　　　　　　平成7年12月6日から平成8年3月20日までの西日本新聞に掲載された記事。
- 『千年ひとまたぎ・古典いきいき（連載）』　　　　歌壇　（本阿弥書店）13巻7号32-35頁、13巻8号32−35頁、13巻9号32-35頁、13巻10号32−35頁、13巻11号32−35頁、13巻12号32−35頁、14巻1号50−53頁、14巻2号32−35頁、14巻3号32−35頁、14巻4号32−35頁、14巻5号32−35頁、14巻6号32−35頁、14巻7号32−35頁、14巻8号32−35頁、14巻9号32−35頁、14巻10号32−35頁、14巻11号32−35頁、14巻12号32−35頁、15巻1号40−43頁、15巻2号32−35頁、15巻3号32−35頁（1999-2001年、平成11-13年、平成11-13年、79-81歳）
- 『安永蕗子全歌集』　　　　　　　　　　　　　　　河出書房新社　2000年（平成12年，80歳）

　　　　　　　　　　　　　　　　　　　　　　　　　  (第一歌集『魚愁』から第十四歌集『緋の鳥』までを収録)
- 『安永蕗子全歌集　資料編』　　　　　　　　　　　河出書房新社　2000年（平成12年，80歳）
- 『短歌ルネサンス　九州・沖縄短歌発信』　　　　　安永蕗子, 伊藤一彦, 山埜井喜美枝／監修　梓書院　2001年（平成13年，81歳）
- 『水の女』　　　　　　　　　　　　　　　　　　　梓書院　2001年（平成13年，81歳）
- 『新・短歌入門』　　　　　　　　　　　　　　　　砂子屋書房　2003年（平成15年，83歳）
- 『幕風の：熊本市民会館の歩み』　　　　　　　　　熊本市民会館名誉館長 監修、熊本市民会館文化事業協会　2004年（平成16年，84歳）
- 『宗不旱のこと』　　　　　　　　　　　　　　　　熊本近代文学館友の会「熊本ゆかりの文学者を語る」71-82頁、 2005年（平成17年，85

　　　　　　　　　　　　　　　　　　　　　　　　　　歳）

## その他
校歌作詞
- 熊本市立井芹中学校
- 熊本市立出水南中学校
- 熊本市立楠中学校
- 熊本市立清水中学校
- 宇土市立宇土東小学校
- 熊本県立苓明高等学校

## 関連文献
- 熊本県文化懇話会短歌部「'80現代短歌シンポジウム＜熊本＞全記録」雁書館、1981年
- 塚本邦雄『解題　安永蕗子作品集』雁書館　489-512頁、1984年
- 久々湊盈子「安永蕗子の歌　現代歌人の世界5」雁書館、1993年
第一歌集『魚愁』から第六歌集『讃歌』までの六歌集から100首を選び、解説。
- 「優美と格調の歌人・安永蕗子＜特集＞」短歌（角川書店）40巻11号9-12, 99-161頁、1993年
- 「美と力のうたびと 「安永蕗子」を読む＜特集＞」短歌（角川書店）49巻4号49-125頁、2002年
- 岡井隆、馬場あき子、篠弘 他「追悼 安永蕗子 座談会 安永蕗子の歩みを辿る」短歌（角川書店）59巻7号148-160頁、2002年
- 久々湊盈子「インタビュー集　歌の架橋」30-37頁、砂子屋書房、2009年
- 「追悼 安永蕗子」短歌研究（短歌研究社）69巻6号86-93頁、2012年
- 「追悼 安永蕗子」歌壇（本阿弥書店）26巻7号116-121頁、2012年
- 松平盟子、 栗木京子、小島ゆかり 他「特集 追悼座談会 安永蕗子の歌を読む」短歌研究（短歌研究社）69巻8号105-134頁、2012年
- 松平盟子「天窓からすべてを望めよ：安永蕗子の短歌と人生（連載）」短歌研究（短歌研究社）(1) 71巻1号102-106頁、(2) 2号192-196頁、(3) 3号122-126頁、(4) 4号106-111頁、(5) 5号118-123頁、(6) 6号86-91頁、(7) 7号86-91頁、(8) 8号108-113頁、(9) 9号144-149頁、(10) 10号120-125頁、(11) 11号116-121頁、(12) 72巻1号124-129頁、(13) 2号114-119頁、(14) 3号136-141頁、(15) 4号116-121頁、(16) 5号112-117頁、(17) 6号128-133頁、(18) 7号120-125頁、(19) 8号134-139頁、(20) 9号146-151頁、(21) 10号112-117頁、(22) 11号126-131頁、(23) 73巻1号120-125頁、(24) 73巻2号116-121頁、(25) 73巻3号130-135頁（2014年-2016年）（継続中）
- 福島泰樹『歌人の死 （讃歌　安永蕗子）』135-147頁、東洋出版、2015年
- 浜名理香『＜私の一冊＞「魚愁」安永蕗子　I 雪炎から II 毒草園まで』場（「場」の会）27号54-57頁、2015年

## 脚註
1. ↑  熊本日日新聞　2000年9月18日朝刊
2. ↑  熊本日日新聞　2000年4月14日朝刊
3. ↑  熊本日日新聞　2000年6月21日朝刊
4. ↑  熊本日日新聞　2000年10月20日朝刊
5. ↑  熊本日日新聞　2001年11月13日朝刊
6. ↑  熊本日日新聞　2001年10月11日朝刊
7. ↑  熊本日日新聞　2004年2月6日朝刊
8. ↑  熊本日日新聞　2005年1月27日朝刊
9. ↑  熊本日日新聞　2005年9月21日夕刊
10. 1 2  熊本日日新聞　2012年3月28日朝刊
11. ↑  熊本日日新聞　2012年3月18日夕刊